# 葛飾區
葛饰区（日语：／ Katsushika ku */?），是日本东京都的特別区之一，是一个由江户川、荒川围绕的水乡。位于葛饰区金町内的水元公园是东京都内唯一的水鄉公園。而位于柴又的柴又帝釋天则因世界最长的系列电影“寅次郎的故事”（「男人真命苦」）的外景地而闻名日本。
另一個有名的地點是秋本治的連載期間世界最长的漫畫作品“烏龍派出所”（日语：こちら葛飾区亀有公園前派出所，意譯為“這裡是葛飾區龜有公園前派出所”）所在舞台的龟有公园（在大正時代曾經存在過派出所，但目前的公園前並沒有派出所）。

## 人口
| 葛飾区人口分布圖 |                                               |  |
| 葛飾区與日本全國年齡別人口分布比較圖 （2005年資料） | 葛飾区的年齡、男女別人口分布圖 （2005年資料） |  |
| ■紫色是葛飾区 ■綠色是全国 | ■藍色是男性 ■紅色是女性                       |  |
| 葛飾区人口變化 \| 1970年 \| 462,954人 \| \| \| 1975年 \| 442,328人 \| \| \| 1980年 \| 420,187人 \| \| \| 1985年 \| 419,017人 \| \| \| 1990年 \| 424,801人 \| \| \| 1995年 \| 424,478人 \| \| \| 2000年 \| 421,519人 \| \| \| 2005年 \| 424,878人 \| \| \| 2010年 \| 442,586人 \| \| \| 2015年 \| 442,913人 \| \| \| 2020年 \| 453,093人 \| \| |                                               |  |
| 資料來源：日本總務省統計中心提供之人口普查數據 |                                               |  |
| 1970年 | 462,954人                                     |  |
| 1975年 | 442,328人                                     |  |
| 1980年 | 420,187人                                     |  |
| 1985年 | 419,017人                                     |  |
| 1990年 | 424,801人                                     |  |
| 1995年 | 424,478人                                     |  |
| 2000年 | 421,519人                                     |  |
| 2005年 | 424,878人                                     |  |
| 2010年 | 442,586人                                     |  |
| 2015年 | 442,913人                                     |  |
| 2020年 | 453,093人                                     |  |

### 日夜間人口
2005年夜間人口（居住者）為424,823人，區外通勤者與通學生、居住者在內的區内日間人口為343,039人，是夜間的0.807倍。。

## 地理
地處東京都東部。全區位於荒川外側。

### 河川
江戶川、荒川、綾瀨川、中川、新中川

### 相鄰自治體
- 東京都：墨田區、足立區、江戶川區
- 埼玉縣：三鄉市、八潮市
- 千葉縣：松戶市

## 歷史

### 沿革
- 1868年（明治元年） - 武藏知縣事（日语：武蔵知県事）管轄
- 1869年（明治2年）1月18日 - 新設小菅縣（日语：小菅県），小菅縣廳設於葛飾郡小菅村
- 1872年（明治5年）2月8日 - 廢除小菅縣，為東京府葛飾郡
- 1878年（明治11年）11月2日 - 東京府廢除「葛飾郡」的名稱，為東京府南葛飾郡
- 1889年（明治22年）5月1日 - 町村制施行，現葛飾區域內成立新宿町、金町村、奧戶村、水元村、龜青村、南綾瀨村、立石村1町6村（金町村、奧戶村、南綾瀨村、立石村之後施行町制）
- 1890年（明治23年）5月10日 - 立石村改稱本田村（之後施行町制）
- 1932年（昭和7年）10月1日 - 5郡82町村編入東京市，上述5町2村為東京市葛飾區
- 1943年（昭和18年）7月1日 - 東京府、東京市廢止，為東京都葛飾區

### 地名由來
葛飾原是下總國葛飾郡一帶的廣大土地總稱。這裡的「葛飾」大略是以千葉縣市川市為中心，北至埼玉縣北葛飾郡，西抵東京都葛飾區與墨田區、江東區東部，東達茨城縣古河市，南至江戶川區與浦安市。地名曾多次出現在萬葉集等古代書籍。
現在的葛飾區與江戶川區一帶在近世以前稱做「葛西（葛飾西部之意）」，現在仍保留在東西線「葛西站」、灣岸線「葛西JCT」、「葛西臨海公園」、警視廳葛西警察署等設施名稱中。此外，明治維新後，千葉縣市川市至船橋市一帶曾設立「葛飾縣」。
由於原來的「葛飾」範圍廣大，現在東京都葛飾區以外可見到許多以「かつしか」、「葛飾」命名的地名。原先位於「葛飾」中央一帶的京成電鐵京成西船站（千葉縣船橋市），1987年以前名為「葛飾站」，該站周邊有許多設施以葛飾命名，如「葛飾幼稚園」、「葛飾小學校」、「葛飾中學校」等。
此外，包括JR總武線「本八幡站（もとやわたえき）」站名由來的神社「葛飾八幡宮（かつしかはちまんぐう）」（千葉縣市川市）在內，千葉縣西北部（舊東葛飾郡）仍有許多以「葛飾」命名的設施。
另外，當初因區公所預備置於新宿町 （にいじゅくまち），東京市以此有將該區命名為「新宿（にいじゅく）區」的打算，為免與当時四谷區轄下之新宿（しんじゅく）及新宿車站一帶相混淆，該方案未獲採用。

## 地域

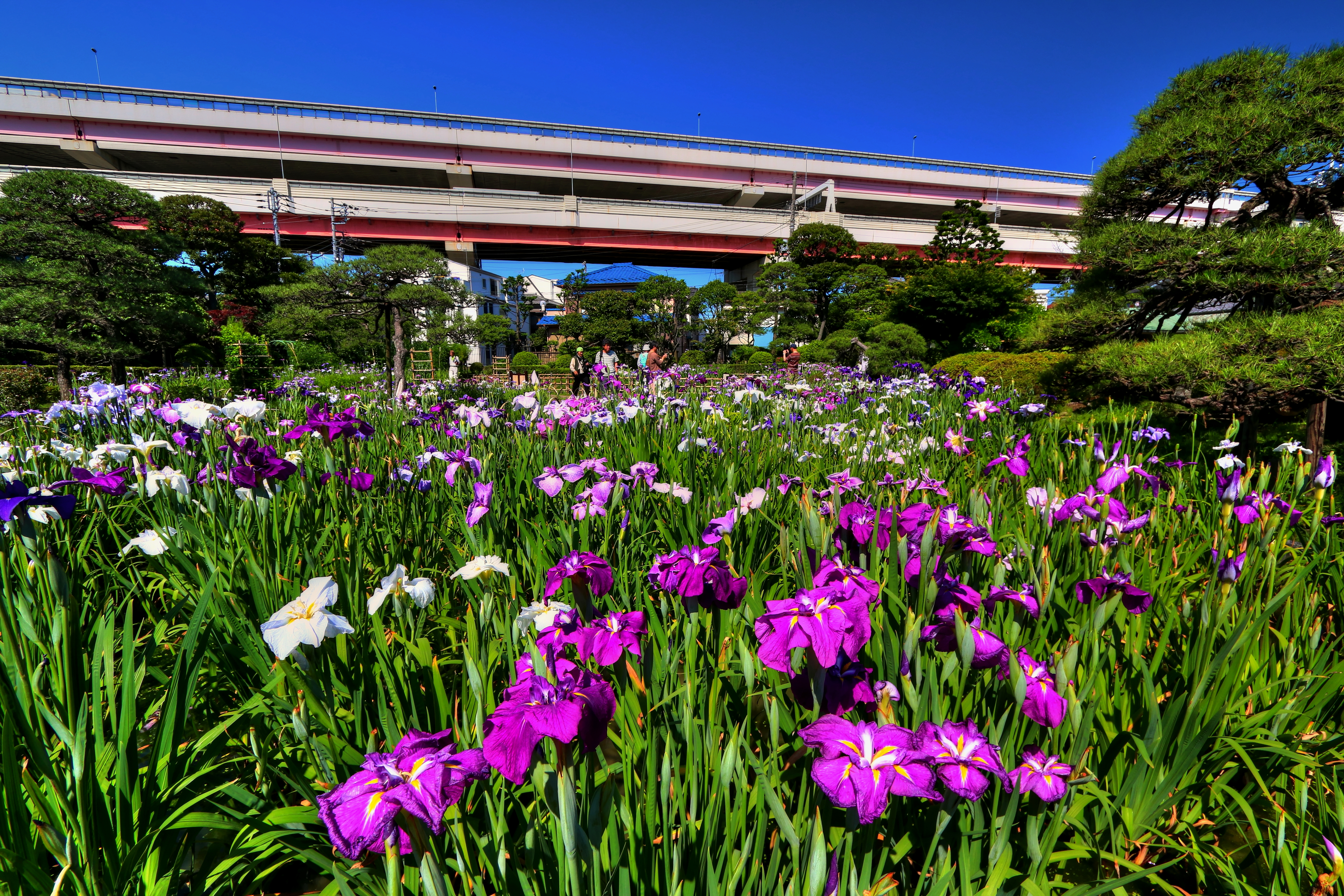
堀切菖蒲園

### 名勝
- 日本音風景百選：柴又帝釋天附近與矢切渡船
- 關東車站百選：京成電鐵柴又站
- 堀切菖蒲園（日语：堀切菖蒲園）

### 會館、文化設施
- 葛飾區鄉土與天文博物館（日语：葛飾区郷土と天文の博物館）
- 葛飾Symphony hills（日语：かつしかシンフォニーヒルズ）
- 龜有Lirio Hall （页面存档备份，存于）
- 山本亭（日语：山本亭）
- 葛飾柴又寅次郎紀念館 （页面存档备份，存于）
- 天象儀銀河座（日语：銀河座）
- 二子山部屋

### 町名
葛飾區可分為七大區域葛飾區官方網站設施導覽。
| 水元地域                   |                          |                                               |
| 西水元一 - 六丁目          | にしみずもと             | 〒125-0031                                    |
| 東水元一 - 六丁目          | ひがしみずもと           | 〒125-0033                                    |
| 水元一 - 五丁目            | みずもと                 | 〒125-0032                                    |
| 水元公園                   | みずもとこうえん         | 〒125-0034                                    |
| 南水元一 - 四丁目          | みなみみずもと           | 〒125-0035                                    |
| 金町、新宿地域             |                          |                                               |
| 金町一 - 六丁目            | かなまち                 | 〒125-0042                                    |
| 金町淨水場                 | かなまちじょうすいじょう | 〒125-0043                                    |
| 東金町一 - 八丁目          | ひがしかなまち           | 〒125-0041                                    |
| 新宿一 - 六丁目            | にいじゅく               | 〒125-0051                                    |
| 柴又、高砂地域             |                          |                                               |
| 鎌倉一 - 四丁目            | かまくら                 | 〒125-0053                                    |
| 柴又一丁目 - 七丁目        | しばまた                 | 〒125-0052                                    |
| 高砂一 - 八丁目            | たかさご                 | 〒125-0054                                    |
| 細田一 - 五丁目            | ほそだ                   | 〒124-0021                                    |
| 龜有、青戶地域             |                          |                                               |
| 青戶一 - 八丁目            | あおと                   | 〒125-0062                                    |
| 龜有一 - 五丁目            | かめあり                 | 〒125-0061                                    |
| 白鳥一 - 四丁目            | しらとり                 | 〒125-0063                                    |
| 西龜有一 - 四丁目          | にしかめあり             | 〒124-0002（1、2丁目） 〒125-0002（3、4丁目） |
| 南綾瀨、御花茶屋、堀切地域 |                          |                                               |
| 御花茶屋一 - 三丁目        | おはなぢゃや             | 〒124-0003                                    |
| 小菅一 - 四丁目            | こすげ                   | 〒124-0001                                    |
| 東堀切一 - 三丁目          | ひがしほりきり           | 〒124-0004                                    |
| 堀切一 - 三丁目            | ほりきり                 | 〒124-0006                                    |
| 立石、四木地域             |                          |                                               |
| 寶町一、二丁目             | たからまち               | 〒124-0005                                    |
| 立石一 - 八丁目            | たていし                 | 〒124-0012                                    |
| 東立石一 - 四丁目          | ひがしたていし           | 〒124-0013                                    |
| 東四木一 - 四丁目          | ひがしよつぎ             | 〒124-0014                                    |
| 四木一 - 五丁目            | よつぎ                   | 〒124-0011                                    |
| 奧戶、新小岩地域           |                          |                                               |
| 奧戶一 - 九丁目            | おくど                   | 〒124-0022                                    |
| 新小岩一 - 四丁目          | しんこいわ               | 〒124-0024                                    |
| 西新小岩一 - 五丁目        | にししんこいわ           | 〒124-0025                                    |
| 東新小岩一 - 八丁目        | ひがししんこいわ         | 〒124-0023                                    |

### 車牌號碼
葛飾區屬足立號碼（東京運輸支局）。
足立號碼區域
- 台東區、江東區、墨田區、荒川區、足立區、葛飾區、江戶川區 （页面存档备份，存于）。

## 通信

### 電話
葛飾區內的電話區碼為03。

### 郵政
郵遞區號前三碼為「124」與「125」。「124」區域由葛飾郵便局管轄，「125」區域由葛飾新宿郵便局管轄。

### 地方廣播電視
- J:COM東葛葛飾（日语：ジェイコム東葛葛飾）
- 葛飾FM放送（日语：葛飾エフエム放送）：社區廣播（日语：コミュニティ放送）台

## 區政

### 區長
- 區長 ： 青木克德（あおき かつのり） （第二任）
- 任期 ： 2009年（平成21年）12月19日 － 2017年（平成29年）12月18日[4]

### 姐妹都市
- 豐台區（中華人民共和國北京市）
- 弗洛里茨多夫（奧地利維也納）

## 立法

### 區議會
- 席次 ： 40名
- 任期 ： 2013年（平成25年）11月13日 － 2017年（平成29年）11月12日[4]
- 議長 ： 秋家聰明（自由民主黨議員團）
- 副議長 ： 久保洋子（くぼ洋子）（葛飾區議會公明黨）

| 黨派                       | 席次 |
| -------------------------- | ---- |
| 自由民主黨議員團           | 13   |
| 葛飾區議會公明黨           | 11   |
| 日本共產黨葛飾區議會議員團 | 5    |
| 政策葛飾                   | 3    |
| 民主黨葛飾                 | 3    |
| 無所屬                     | 4    |
| 計（缺額1席）              | 39   |

### 都議會
- 席次 ： 4名
- 選舉區 ： 葛飾區選舉區
- 任期 ： 2013年（平成25年）7月23日 － 2017年（平成29年）7月22日[4]（參照「2013年東京都議會議員選舉」）

| 姓名                   | 黨派                       | 當選次數 |
| ---------------------- | -------------------------- | -------- |
| 野上純子               | 都議會公明黨               | 4        |
| 和泉武彥               | 東京都議會自由民主黨       | 2        |
| 舟坂誓生（舟坂ちかお） | 東京都議會自由民主黨       | 1        |
| 和泉尚美（舟坂ちかお） | 日本共產黨東京都議會議員團 | 1        |

### 眾議院
- 選舉區 ： 東京都第17區 （葛飾區、部分江戶川區）
- 任期 ： 2014年（平成26年）12月14日 － 2018年（平成30年）12月13日（參照「第47屆日本眾議院議員總選舉」）

| 姓名     | 黨派       | 當選次數 | 備註   |
| -------- | ---------- | -------- | ------ |
| 平澤勝榮 | 自由民主黨 | 7        | 選舉區 |

## 教育

### 大學

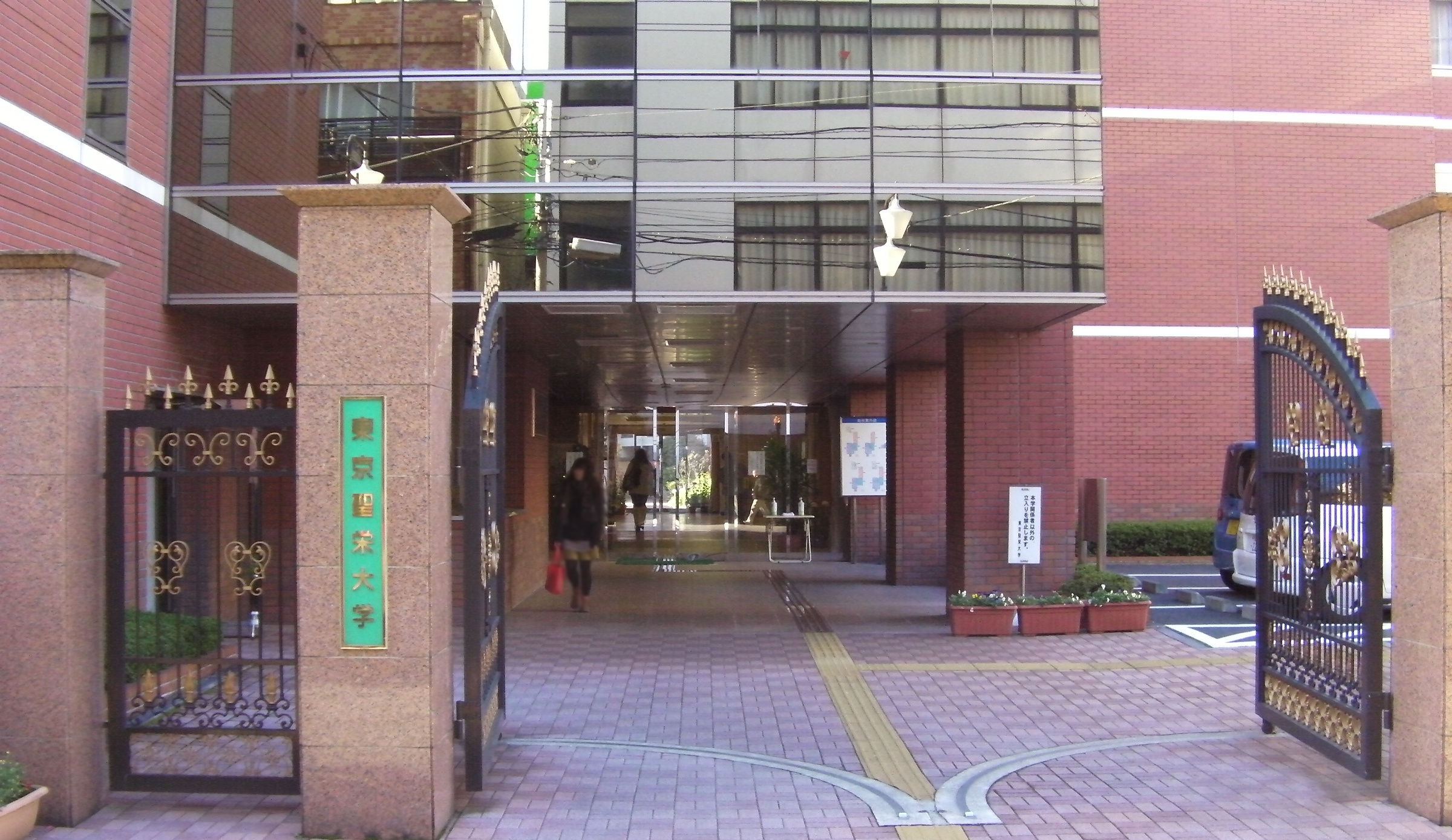
東京聖栄大学

- 東京聖榮大學（日语：東京聖栄大学）
- 東京理科大學(葛飾校區)

### 高等学校

#### 都立
- 東京都立葛飾野高等學校（日语：東京都立葛飾野高等学校）
- 東京都立南葛飾高等學校（日语：東京都立南葛飾高等学校）
- 東京都立葛飾總合高等學校（日语：東京都立葛飾総合高等学校）
- 東京都立葛飾商業高等學校（日语：東京都立葛飾商業高等学校）
- 東京都立農產高等學校（日语：東京都立農産高等学校）
- 東京都立本所工業高等學校（日语：東京都立本所工業高等学校）
- 東京都立葛飾特別支援學校

#### 私立
（含中高一貫校）
- 共榮學園中學校、高等學校（日语：共栄学園中学校・高等学校）
- 修德中學校、高等學校（日语：修徳中学校・高等学校）

### 中學校

#### 區立
| - 葛飾區立青戶中學校 - 葛飾區立青葉中學校 - 葛飾區立綾瀨中學校 - 葛飾區立一之台中學校 - 葛飾區立奧戶中學校 - 葛飾區立葛美中學校 - 葛飾區立金町中學校 - 葛飾區立上平井中學校 | - 葛飾區立龜有中學校 - 葛飾區立小松中學校 - 葛飾區立櫻道中學校 - 葛飾區立新小岩中學校 （页面存档备份，存于） - 葛飾區立大道中學校 - 葛飾區立高砂中學校 - 葛飾區立立石中學校 - 葛飾區立常盤中學校 | - 葛飾區立中川中學校 - 葛飾區立新宿中學校 - 葛飾區立東金町中學校 - 葛飾區立双葉中學校 - 葛飾區立堀切中學校 - 葛飾區立本田中學校 - 葛飾區立水元中學校 - 葛飾區立四木中學校 |

#### 私立
- 共榮學園中學校 （页面存档备份，存于）
- 修德學園中學校
- 東京Shure葛飾中學校 （页面存档备份，存于）

### 小學校

#### 區立
| - 葛飾區立青戶小學校 - 葛飾區立飯塚小學校 - 葛飾區立梅田小學校 - 葛飾區立奧戶小學校 - 葛飾區立葛飾小學校 - 葛飾區立金町小學校 - 葛飾區立鎌倉小學校 - 葛飾區立上小松小學校 - 葛飾區立上千葉小學校 - 葛飾區立上平井小學校 - 葛飾區立龜青小學校 - 葛飾區立川端小學校 - 葛飾區立北野小學校 - 葛飾區立木根川小學校 - 葛飾區立幸田小學校 - 葛飾區立小菅（こすげ）小學校 - 葛飾區立小松南小學校 | - 葛飾區立柴原小學校 - 葛飾區立柴又小學校 - 葛飾區立澀江小學校 - 葛飾區立白鳥小學校 - 葛飾區立末廣小學校 - 葛飾區立住吉小學校 - 葛飾區立清和小學校 - 葛飾區立高砂小學校 - 葛飾區立中青戶小學校 - 葛飾區立中之台小學校 - 葛飾區立新宿小學校 - 葛飾區立西龜有小學校 - 葛飾區立西小菅小學校 - 葛飾區立花之木小學校 - 葛飾區立原田小學校 - 葛飾區立半田小學校 - 葛飾區立東綾瀨小學校 | - 葛飾區立東金町小學校 - 葛飾區立東柴又小學校 - 葛飾區立東水元小學校 - 葛飾區立二上小學校 - 葛飾區立寶木塚小學校 - 葛飾區立細田小學校 - 葛飾區立堀切小學校 - 葛飾區立本田小學校 - 葛飾區立松上小學校 - 葛飾區立水元小學校 - 葛飾區立道上小學校 - 葛飾區立南綾瀨小学校 - 葛飾區立南奧戶小學校 - 葛飾區立四木（よつぎ）小學校 - 葛飾區立綾南小學校 - 葛飾區立保田潮騷（しおさい）學校 |

## 交通
葛飾區內的鐵道是以東西向為主，南北向僅有京成金町線。京成金町線僅從柴又站至京成金町站，班次稀少。因此本區與世田谷區、江戶川區一樣十分依賴巴士交通作為南北運輸的手段。
雖然當地居民提出訴求希望新金貨物線能旅客化，但葛飾區當局並未積極運作。

### 鐵路
東日本旅客鐵道（JR東日本）
- 常磐線：龜有站 - 金町站

 中央·總武緩行線：新小岩站
京成電鐵
 京成本線：堀切菖蒲園站 - 御花茶屋站 - 青砥站 - 京成高砂站
 押上線：四木站 - 京成立石站 - 青砥站
 金町線：京成高砂站 - 柴又站 - 京成金町站
北總鐵道
 北總線：京成高砂站 - 新柴又站
※東京23區中僅葛飾區與世田谷區沒有地下鐵通過（不含直通）。此外，東京23區中也只有葛飾區沒有地下車站與鐵道地下化路段。

### 道路
- 高速道路
  - 首都高速道路 （C2）中央環狀線（小菅JCT - 小菅出入口 - 堀切JCT - 四木出入口 - 平井大橋出入口）

- 一般道路
  - 水戶街道（國道6號）
  - 東京外環自動車道（國道298號（日语：国道298号））
  - 環七通
  - 藏前橋通（日语：蔵前橋通り）
  - 平和橋通（日语：東京都道308号千住小松川葛西沖線）
  - 奧戶街道（日语：奥戸街道）
  - 柴又街道（日语：東京都道307号王子金町江戸川線）
  - 岩槻街道（東京都道307號王子金町江戶川線（日语：東京都道307号王子金町江戸川線））
  - 東京都道314號言問大谷田線（日语：東京都道314号言問大谷田線）
  - 東京都道451號江戶川堤防線（日语：東京都道451号江戸川堤防線）
  - 東京都道467號千住新宿町線（日语：東京都道467号千住新宿町線）

### 路線巴士
- 都營巴士
- 東武巴士
- 京成巴士
- 京成Town巴士（日语：京成タウンバス）
- 日立自動車交通（日语：日立自動車交通）
- My Sky交通（日语：マイスカイ交通）等

## 本社設於本區的企業
- 龜有信用金庫（日语：亀有信用金庫）
- 東榮信用金庫（日语：東榮信用金庫）
- 三好油脂（日语：ミヨシ油脂）
- 森尾電機（日语：森尾電機）
- Komine Auto Center（日语：コミネオートセンター）
- 野田鶴聲社（日语：野田鶴声社）
- CARL事務器（日语：カール事務器）
- 北星鉛筆（日语：北星鉛筆）
- 武井燃燒器（日语：武井バーナー）
- 富士產業 (丙烷氣)（日语：富士産業 (プロパンガス)）
- TINKERBELL (服裝品牌)（日语：ティンカーベル (ファッションブランド)）
- Marushin工業 (安全帽商)（日语：マルシン工業 (ヘルメットメーカー)）
- Joyful惠利（日语：ジョイフル恵利）
- Takara Tomy
- Sekiguchi（日语：セキグチ）
- 丸彰（日语：丸彰）
- 夢屋 (鐵道模型商)（日语：夢屋 (鉄道模型メーカー)）
- 東京DERICA（日语：東京デリカ）
- 京成Store（日语：京成ストア）
- 大盛工業（日语：大盛工業）
- 京成Town巴士（日语：京成タウンバス）
- 萬代國際貨運（日语：バンダイロジパル）
- 京成旅遊服務（日语：京成トラベルサービス）
- 京成不動產（日语：京成不動産）
- 京成駕駛學校（日语：京成ドライビングスクール）
- 新小岩自動車學校（日语：新小岩自動車学校）
- 平和橋自動車教習所（日语：平和橋自動車教習所）
- Weeds Company（日语：ウィーズカンパニー）
- STARDOM（日语：スターダム）
- Culture Brain（日语：カルチャーブレーン）

## 寺社
- 柴又帝釋天
- 葛西神社
- 立石樣
- 南藏院（立石八丁目）、南藏院裏古墳
- 熊野神社（立石八丁目） 安倍晴明相關

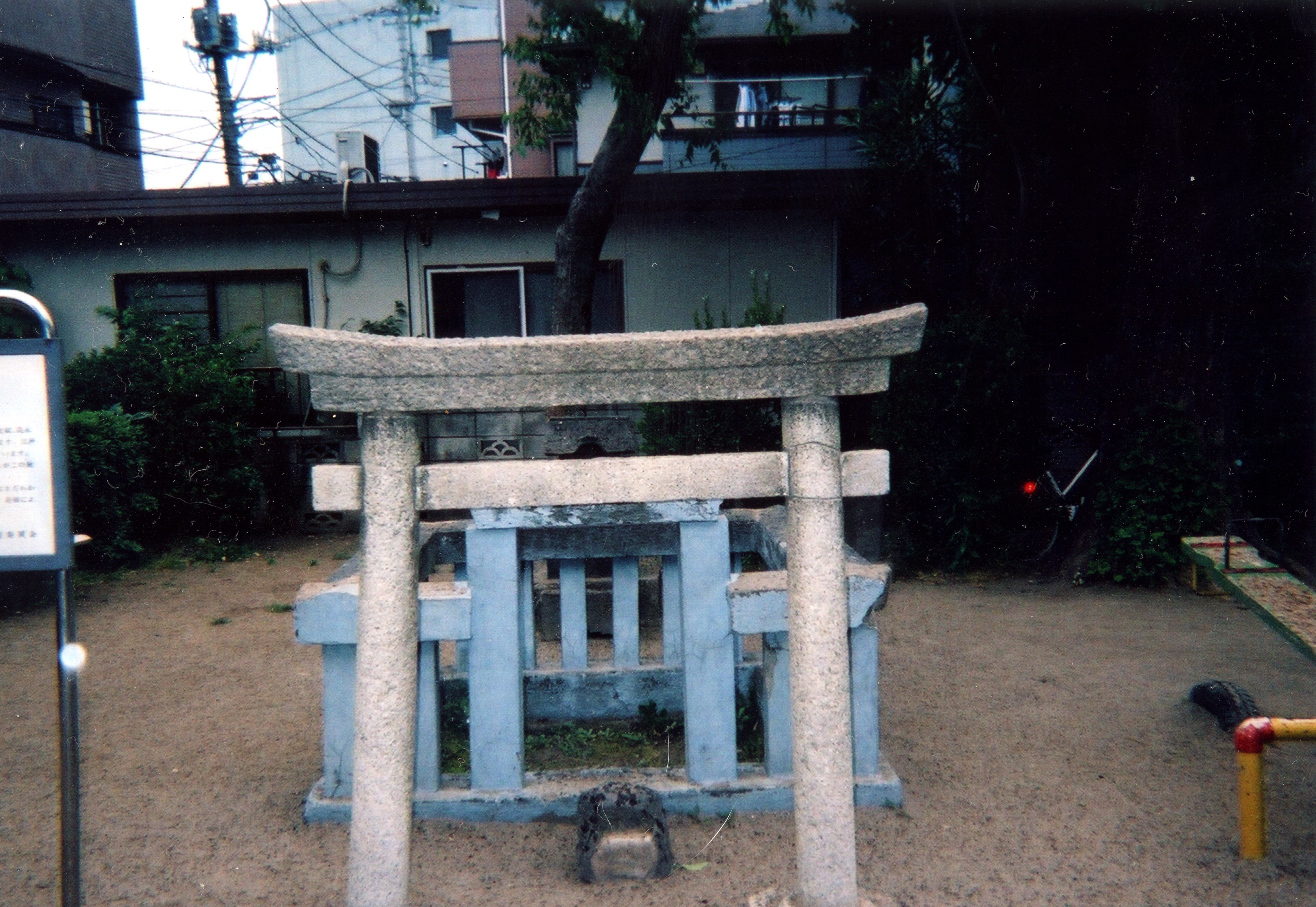
立石樣

- 西光寺 - 葛西清重之墓、聖德太子像（不開放）
- 淨光寺（木下川藥師）
- 奧戶天祖神社 - 大注連繩
- 半田稻荷神社
- 南藏院（日语：南蔵院）（東水元二丁目） - 綑綁地藏（しばられ地蔵）
- 熊野神社（東水元五丁目） - 兩棵樹齡300年的紅楠
- 證願寺（日语：證願寺） - 科學、佛教、文化傳輸之寺

## 公園
- 都立水元公園
- 堀切菖蒲園（日语：堀切菖蒲園）
- 青戶平和公園
- 曳舟川親水公園
- 荒川小菅綠地公園
- 葛飾荒川（あらかわ）水邊公園
- 總合運動中心運動公園
- 小菅東運動公園
- 葛西城（日语：葛西城）址公園
- 新宿交通公園（日语：新宿交通公園）
- 上千葉砂原公園（日语：上千葉砂原公園）
- 新宿遊樂公園（にいじゅくプレイパーク）
- 北沼公園
- 奧戶花園（奥戸フラワーパーク）
- 鎌倉（野草園）公園
- 柴又公園
- 龜有公園（日语：亀有公園）
- 葛飾新宿未來公園（日语：葛飾にいじゅくみらい公園）
- 新小岩公園（日语：新小岩公園）
- 東立石綠地公園（日语：東立石緑地公園）
- 水元中央公園（日语：水元中央公園）

## 知名出身人士

### 名譽區民
- 小宮康孝（日语：小宮康孝）（江戶小紋（日语：小紋）、人間國寶）
- 福田千惠（日语：福田千恵）（日本畫家）
- 山田洋次（電影導演）
- 秋本治（漫畫家）
- 木下優樹菜（演員、模特兒）

## 相關人士
- 石橋貴明（藝人）
- 江口夏實（漫畫家）
- 菊地彩香（偶像，前AKB48）
- 栗本薰（小說家）
- 小林聰美（演員）
- 高橋陽一（漫畫家）
- 武宮正樹（圍棋棋士）
- 柘植義春（漫畫家）
- 筒井一（畫家、設計師）
- 二宮和也（嵐、偶像歌手、演員）
- 半村良（小說家）
- 柊瑠美（演員）
- 藤間仁（作曲家、編曲家。妻為上松美香）
- 船木勝一（職業摔角手）
- 堀井新太（藝人。D-BOYS）
- 堀江由衣（聲優）
- 堀川真理（排球選手）
- 八木優希（童星）
- 吉田里琴（童星）
- 劍翔桃太郎（相撲力士）
- 千代大龍秀政

## 醫療機關
2015年1月區內東京都指定二次救急醫療機關如下。
- 東京慈惠會醫科大學葛飾醫療中心（日语：東京慈恵会医科大学葛飾医療センター）（東京都災害據點醫院（日语：東京都災害拠点病院））
- 東京都保健醫療公社東部地域醫院（日语：東京都保健醫療公社東部地域醫院）（東京都災害據點醫院）
- 新葛飾醫院 （页面存档备份，存于）
- IMS葛飾心臟中心 （页面存档备份，存于）
- 龜有醫院 （页面存档备份，存于）
- 金町中央醫院 （页面存档备份，存于）
- 第一醫院 （页面存档备份，存于）
- 平成立石醫院 （页面存档备份，存于）

## 政府機關

### 消防
- 東京消防廳
  - 本田消防署
    - 上平井出張所
    - 南綾瀨出張所
    - 青戶出張所
    - 奧戶出張所

  - 金町消防署
    - 龜有出張所
    - 柴又出張所
    - 水元出張所

### 警察
- 葛飾警察署（日语：葛飾警察署）
- 龜有警察署（日语：亀有警察署）

### 區設施
- 葛飾區傳統產業館 （页面存档备份，存于）
- 葛飾區市民活動支援中心（附設勤勞福祉會館）
- 葛飾福祉工場（立石工場）
- 葛飾福祉工場（金町工場）
- 葛飾區銀髮人材中心（日语：シルバー人材センター）
- 葛飾公証役場（日语：公証役場）

### 國、都設施
- 東京拘置所
- 東京二十三區清掃一部事務組合葛飾清掃工場（日语：葛飾清掃工場）
- 東京都水道局（日语：東京都水道局）葛飾營業所
- 东京都下水道局東部第二下水道事務所
- 東京都建設局（日语：東京都建設局）東京都第五建設事務所 （页面存档备份，存于）
- 東京都交通局青戶支所（日语：都営バス青戸支所）（都營巴士）
- 東京都江東治水事務所 （页面存档备份，存于）
- 國土交通省東京國道事務所 （页面存档备份，存于）龜有出張所
- 東京都主稅局（日语：東京都主税局）葛飾都稅事務所（區役所內）
- 國稅廳東京國稅局 葛飾稅務署 （页面存档备份，存于）
- 東京法務局（日语：東京法務局）城北出張所
- 東京都建設局 （页面存档备份，存于）水元公園服務中心 （页面存档备份，存于）
- 厚生勞動省青戶Work Plaza（日语：公共職業安定所）
- 厚生勞動省社會保險廳（日语：社会保険庁）葛飾社會保險事務所（日语：社会保険事務所）
- 東京都中小企業振興公社 （页面存档备份，存于）城東地域中小企業振興中心 （页面存档备份，存于）